# Atlético Latino
El Club Atlético Latino fue un antiguo equipo de fútbol mexicano que jugó en la Liga Amateur de Jalisco antes de la profesionalización y creación de la Primera división mexicana. Tuvo como sede de sus partidos la ciudad de Guadalajara, Jalisco.

## Historia
El Atlético Latino se funda el 16 de septiembre de 1916 en el barrio del Santuario de Nuestra Señora de Guadalupe, siendo un equipo originario de "Las Barranquitas" al Norte de la ciudad de Guadalajara. Sus fundadores fueron un grupo de trabajadores de la industria rebocera y del calzado.
La primera mesa directiva del club fue elegida ese mismo año, colocando a Crispín Meza como presidente, completando el resto de la asamblea Carlos Peña, Ramón Jiménez, Roberto Arauz e Ignacio Barajas, este último un notable arquero que jugaba aún faltándole una de sus extremidades inferiores.
El equipo fue registrado inicialmente en la tercera fuerza de Jalisco, y para 1919 logró ingresar a segunda fuerza con equipos como el Veloz, Central, Submarino, Olímpico, Águila, Alaska, Lusitana, Venecia, entre otros. Entre los primeros jugadores estuvieron Guadalupe Gallegos, Arnulfo Plascencia, Antonio Salazar, Teófilo Rentería, entre otros.
El equipo llegó a la primera fuerza después de disputar dos encuentros frente al campeón del momento Guadalajara y el subcampeón Nacional, después de sacar la victoria 1-0 frente al Guadalajara y el empate 2-2 frente al Nacional, el debut en primera fuerza se dio el 22 de noviembre de 1925 en un encuentro frente al Alianza que terminó empatado a un gol, siendo la primera alineación: José Sánchez, Anselno Chavira, Francisco Pérez “El Talaches” (del Barrio del Retiro) Francisco Castellanos, Eusebio Gamero, "Negro" Valverde, Cayetano Gallegos, Indalecio Barajas, Pascual Mendoza, Dolores Lupercio y Renau.
Su mejor época se dio en la década de los 1930s, imponiendo su fútbol a lo más granado de equipos locales de la primera fuerza, oncenas capitalinas e incluso partidos internacionales como el realizado ante el Audax Italiano de Chile.
En esa misma década el equipo instaló su casa club en la calle Pedro Loza y Jesús García, registro gente en las categorías junior, juvenil, infantil, juvenil especial, cuarta, tercera, segunda y primera fuerza y en reservas.
Entre sus triunfos se encuentra el título de "Campeón de una tarde" que ganaría el 8 de noviembre de 1931 en el campo Oblatos, llegó a ser subcampeón de la liga en la temporada 1932-33, fue campeón invicto del "Torneo de Invierno" de 1937 venciendo al Nacional, Guadalajara, Atlas, Río Grande, Marte y Oro.
En la década de los 1940s surgieron nuevas figuras latinistas, destacándose el portero Federico "Potrillo" Villaviencio que militó con la Selección Jalisco, Atlas, Atlante y en el Oro. Roberto Berni, Rubén "Diablo" Romo, los hermanos Víctor y Enrique Chavira, entre otros, engrosaron las filas del Latino en esa década.
En los años 1950s vino una debacle en el club, llegó una crisis propiciada por malos manejos de directivos y la profesionalización del fútbol, por lo que la institución estuvo a punto de desaparecer, pero gracias a la ayuda de Lucas Delgadillo quien juntando un grupo de jóvenes beisbolistas, los registró en la categoría de tercera fuerza para revivir al equipo, entre estos jugadores estaban Ramón y Ernesto Mancilla, y Alfredo Quevedo.
Posteriormente por medio de Eusebio Gamero, se formó una segunda e intermedia con elementos como Jorge Gamero, Fernando Lecourtoix, Ignacio Mora, Agustín Briseño, Emilio "Kamel" Torres, entre otros.
Entre sus presidentes han estado Crispín Meza, Aurelio Altamirano, Félix Rubio, Rubén Torres, Eusebio Gamero, Benjamín Chavira, Miguel Flores, Pedro Muñoz, Lucas Delgadillo y los hermanos Francisco, Ramón, Hugo, Miguel y Antonio López.
El Latino fue semillero de varios futbolistas que llegaron ser figuras, como Tomás "Poeta" Lozano, Luis Reyes, Federico "Portillo" Villavicencio, Roberto Berni, Rubén "Diablo" Romo. Actualmente el equipo Atlético Latino se encuentra jugando en el Deportivo Morelos Amateur por el dueño y DT Francisco Javier Delgado Camacho.

## Palmarés
- Torneo Invernal de Jalisco: 1937
- Campeón de una tarde: 1931
- Subcampeón de la Liga Amateur de Jalisco en 1932-33